# Thomas Eagleton
Thomas Eagleton (4 de septiembre de 1929-4 de marzo de 2007) fue un senador de los EE. UU. por Misuri en el periodo comprendido entre 1968 y 1987. Es recordado por haber sido elegido para formar parte de la candidatura demócrata a la vicepresidencia de Estados Unidos junto a George McGovern en 1972, aunque al darse a conocer su perfil de problemas depresivos y psiquiátricos, tuvo que renunciar en favor de Sargent Shriver. Posteriormente se retiró de la vida pública para ejercer como profesor adjunto de Administración Pública en la Universidad de Washington.

## Primeros años
Hijo del político Mark L. Eagleton, que había sido candidato a alcalde de Saint Louis, su madre fue Zitta Swanson.

Se graduó en Saint Louis Country Day School y sirvió a la marina norteamericana durante dos años. En 1950 se licenció en el Amherst College donde fue miembro de la fraternidad Delta Kappa Epsilon. Posteriormente asistió a la escuela de derecho de Harvard.

Eagleton se casó el 26 de enero de 1956 con Barbara Ann Smith, de St. Louis. De su relación tuvieron dos hijos: Terence, varón, que nació en 1959, y una hija, Christin, que nació en 1963.

Fue elegido procurador de la ciudad de St. Louis en 1956. Durante su mandato, fue presentado en el programa de televisión What's My Line? como "el fiscal de distrito de San Luis". Fue elegido procurador general de Misuri en 1960, a los 31 años (el más joven de la historia). Fue elegido vicegobernador de Misuri en 1964, y ganó un escaño del Senado de EE. UU. en 1968, quitando el puesto a Edward Long en las primarias demócratas y derrotando por poco al congresista Thomas B. Curtis en las elecciones generales.

Entre 1960 y 1966, Eagleton fue internado en el hospital hasta en tres ocasiones por agotamiento físico y nervioso, recibiendo terapia electroconvulsiva dos veces. A estas dolencias se le sumó una depresión.

Las hospitalizaciones no tuvieron al comienzo mucha relevancia mediática, lo que tuvo poco efecto sobre sus aspiraciones políticas, aunque los problemas estomacales contribuyeron a aumentar los rumores acerca de su problema con la bebida. Sin embargo, al darse a conocer tales problemas médicos, y aunque McGovern afirmó inicialmente que confiaba en él al 1000 por ciento, tras consultar con los propios facultativos de Eagleton, consiguió que éste renunciara.

## Campaña presidencial de 1972
El 25 de abril de 1972 George McGovern ganó las primarias de Massachusetts, y el periodista conservador Robert Novak se entrevistó con algunos políticos del país, pertenecientes al partido demócrata. El 27 de abril de 1972 Novak publicó una columna con información acerca de una conversación mantenida con un senador demócrata de forma anónima, sobre McGovern.
Novak sacó a relucir una cita en la que el senador, de forma anónima, acusaba a McGovern de estar a favor del aborto, la amnistía y la legalización de la marihuana. Una vez que estas informaciones salen a la luz, su carrera política se hunde, y llega a ser conocido como el candidato de la "amnistía, el aborto, y el ácido".
El 15 de julio de 2007, varios meses después de la muerte de Eagleton, Novak afirmó en el programa televisivo 'Meet the Press' de que el senador anónimo que realizó las filtraciones fue Eagleton. El periodista fue acusado de manipular la cita, pero para rebatir las críticas, confesó que almorzó con Eagleton tras la campaña y le preguntó si podía revelar la fuente. Él se negó, porque optaba a la reelección y los partidarios de McGovern 'le hubieran matado'.